# Cuadrangular de ascenso 2019 (Perú)
El Cuadrangular de ascenso 2019 fue la segunda edición del Cuadrangular de Ascenso, un torneo corto que había sido definido por la Federación Peruana de Fútbol para el período 2018-2019 para promover el ascenso de un mayor número de clubes para constituir y afianzar la Futura Liga de Fútbol Profesional Peruana. En este caso, tuvieron participación los equipos que ocuparon el segundo y tercer lugar del cuadrangular final de la Copa Perú 2019 junto con los dos finalistas de fase final de los play-offs de la Liga 2 2019. El primer y segundo lugar ascendieron a la Liga 1 2020, mientras que los otros dos equipos jugaron la Liga 2 2020.

## Participantes
| Equipo                | Región      | Método de clasificación                                            |
| --------------------- | ----------- | ------------------------------------------------------------------ |
| Atlético Grau         | Piura       | Primer finalista de fase final de los play-offs de la Liga 2 2019  |
| Deportivo Coopsol     | Lima        | Segundo finalista de fase final de los play-offs de la Liga 2 2019 |
| Deportivo Llacuabamba | La Libertad | Segundo lugar del cuadrangular final de la Copa Perú 2019          |
| Chavelines Juniors    | La Libertad | Tercer lugar del cuadrangular final de la Copa Perú 2019           |

## Camino al cuadrangular

### Vía Liga 2
Primera ronda 
| Local en la ida     | Global | Local en la vuelta | Ida   | Vuelta |
| ------------------- | ------ | ------------------ | ----- | ------ |
| Comerciantes Unidos | 3 – 5  | Atlético Grau      | 3 – 2 | 0 – 3  |
| Deportivo Coopsol   | 5 – 0  | Santos             | 1 – 0 | 4 – 0  |

```
Segunda ronda 
```

| Local en la ida   | Global | Local en la vuelta | Ida   | Vuelta |
| ----------------- | ------ | ------------------ | ----- | ------ |
| Deportivo Coopsol | 2 – 1  | Alianza Atlético   | 1 – 0 | 1 – 1  |
| Atlético Grau     | 4 – 3  | Juan Aurich        | 4 – 1 | 0 – 2  |

#### Clasificados al Cuadrangular de ascenso
| Bandera de Piura |                   |
| Atlético Grau    | Deportivo Coopsol |
| ---------------- | ----------------- |

### Vía Copa Perú
| Pos. | Equipo                 | PJ | PG | PE | PP | GF | GC | DG | Pts. | Clasificado a           |
| ---- | ---------------------- | -- | -- | -- | -- | -- | -- | -- | ---- | ----------------------- |
| 1    | Carlos Stein (7)       | 3  | 2  | 1  | 0  | 7  | 2  | 5  | 7    | Liga 1 2020             |
| 2    | Dep. Llacuabamba (6)   | 3  | 1  | 1  | 1  | 6  | 5  | 1  | 4    | Cuadrangular de ascenso |
| 3    | Chavelines Juniors (4) | 3  | 0  | 2  | 1  | 3  | 4  | –1 | 2    | Cuadrangular de ascenso |
| 4    | Sport Estrella (24)    | 3  | 0  | 2  | 1  | 2  | 7  | –5 | 2    |                         |

| Fecha 1            | Fecha 1   | Fecha 1               | Fecha 1     | Fecha 1         | Fecha 1 |
| Equipo 1           | Resultado | Equipo 2              | Estadio     | Fecha           | Hora    |
| ------------------ | --------- | --------------------- | ----------- | --------------- | ------- |
| Chavelines Juniors | 1 – 1     | Deportivo Llacuabamba | Miguel Grau | 24 de noviembre | 13:30   |
| Carlos Stein       | 1 – 1     | Sport Estrella        | Miguel Grau | 24 de noviembre | 15:30   |

| Fecha 2               | Fecha 2   | Fecha 2            | Fecha 2     | Fecha 2         | Fecha 2 |
| Equipo 1              | Resultado | Equipo 2           | Estadio     | Fecha           | Hora    |
| --------------------- | --------- | ------------------ | ----------- | --------------- | ------- |
| Carlos Stein          | 2 – 1     | Chavelines Juniors | Miguel Grau | 27 de noviembre | 13:30   |
| Deportivo Llacuabamba | 5 – 0     | Sport Estrella     | Miguel Grau | 27 de noviembre | 15:30   |

| Fecha 3               | Fecha 3   | Fecha 3        | Fecha 3     | Fecha 3        | Fecha 3 |
| Equipo 1              | Resultado | Equipo 2       | Estadio     | Fecha          | Hora    |
| --------------------- | --------- | -------------- | ----------- | -------------- | ------- |
| Chavelines Juniors    | 1 – 1     | Sport Estrella | Miguel Grau | 1 de diciembre | 13:00   |
| Deportivo Llacuabamba | 0 – 3     | Carlos Stein   | Miguel Grau | 1 de diciembre | 15:00   |

#### Clasificados al Cuadrangular de ascenso
| Bandera del departamento de La Libertad (Perú) | Bandera del departamento de La Libertad (Perú) |
| Deportivo Llacuabamba                          | Chavelines Juniors                             |
| ---------------------------------------------- | ---------------------------------------------- |

## Desarrollo
Los cuatro equipos se enfrentarán entre sí bajo el sistema de todos contra todos una vez. Al final de las tres fechas el primer y segundo clasificados clasificarán a la Liga 1 2020. El tercero y cuarto, por otra parte, a la Liga 2 2020. 
Los criterios de clasificación para la tabla son:
1. Mayor cantidad de puntos.
2. Mejor diferencia de goles.
3. Mayor número de goles a favor.
4. Resultado entre sí.
5. Sorteo.

### Tabla de posiciones
| Pos. | Equipo                | Pts. | PJ | PG | PE | PP | GF | GC | Dif. |
| ---- | --------------------- | ---- | -- | -- | -- | -- | -- | -- | ---- |
| 1.º  | Atlético Grau         | 5    | 3  | 1  | 2  | 0  | 2  | 0  | 2    |
| 2.º  | Deportivo Llacuabamba | 5    | 3  | 1  | 2  | 0  | 3  | 2  | 1    |
| 3.º  | Deportivo Coopsol     | 4    | 3  | 1  | 1  | 1  | 5  | 3  | 2    |
| 4.º  | Chavelines Juniors    | 1    | 3  | 0  | 1  | 2  | 1  | 6  | −5   |

|  | Liga 1 2020. |
|  | Liga 2 2020. |

### Resultados y evolución
|                       | GRA | COO | LLA | CHA |
| --------------------- | --- | --- | --- | --- |
| Atlético Grau         |     | 2–0 | 0–0 |     |
| Deportivo Coopsol     |     |     |     | 4–0 |
| Deportivo Llacuabamba |     | 1–1 |     | 2–1 |
| Chavelines Juniors    | 0–0 |     |     |     |

|                       | GRA | COO | LLA | CHA |
| --------------------- | --- | --- | --- | --- |
| Atlético Grau         |     | 2–0 | 0–0 |     |
| Deportivo Coopsol     |     |     |     | 4–0 |
| Deportivo Llacuabamba |     | 1–1 |     | 2–1 |
| Chavelines Juniors    | 0–0 |     |     |     |

| Equipo / Fecha        | 1 | 2 | 3 |
| --------------------- | - | - | - |
| Atlético Grau         | 1 | 1 | 1 |
| Deportivo Coopsol     | 4 | 4 | 3 |
| Deportivo Llacuabamba | 2 | 2 | 2 |
| Chavelines Juniors    | 3 | 3 | 4 |

### Partidos
| Fecha 1               | Fecha 1   | Fecha 1            | Fecha 1     | Fecha 1        | Fecha 1 |
| Equipo 1              | Resultado | Equipo 2           | Estadio     | Fecha          | Hora    |
| --------------------- | --------- | ------------------ | ----------- | -------------- | ------- |
| Deportivo Llacuabamba | 2 – 1     | Chavelines Juniors | Miguel Grau | 7 de diciembre | 13:00   |
| Atlético Grau         | 2 – 0     | Deportivo Coopsol  | Miguel Grau | 7 de diciembre | 15:30   |

| Fecha 2               | Fecha 2   | Fecha 2           | Fecha 2     | Fecha 2         | Fecha 2 |
| Equipo 1              | Resultado | Equipo 2          | Estadio     | Fecha           | Hora    |
| --------------------- | --------- | ----------------- | ----------- | --------------- | ------- |
| Deportivo Llacuabamba | 1 – 1     | Deportivo Coopsol | Miguel Grau | 11 de diciembre | 17:45   |
| Chavelines Juniors    | 0 – 0     | Atlético Grau     | Miguel Grau | 11 de diciembre | 20:00   |

| Fecha 3           | Fecha 3   | Fecha 3               | Fecha 3     | Fecha 3         | Fecha 3 |
| Equipo 1          | Resultado | Equipo 2              | Estadio     | Fecha           | Hora    |
| ----------------- | --------- | --------------------- | ----------- | --------------- | ------- |
| Deportivo Coopsol | 4 – 0     | Chavelines Juniors    | Miguel Grau | 14 de diciembre | 13:00   |
| Atlético Grau     | 0 – 0     | Deportivo Llacuabamba | Miguel Grau | 14 de diciembre | 15:30   |

## Movimiento de los clubes
| Bandera de Piura  | Bandera del departamento de La Libertad (Perú) |                     | Bandera del departamento de La Libertad (Perú) |
| Atlético Grau     | Deportivo Llacuabamba                          | Deportivo Coopsol   | Sport Chavelines                               |
| Asciende a Liga 1 | Asciende a Liga 1                              | Permanece en Liga 2 | Asciende a Liga 2                              |
| ----------------- | ---------------------------------------------- | ------------------- | ---------------------------------------------- |